# Quadrophenia
Quadrophenia — музичний альбом гурту The Who. Виданий 19 жовтня 1973 року лейблом Track. Загальна тривалість композицій становить 81:35. Альбом відносять до напрямку хард-рок, рок. 
Альбом включений до Списку 500 найкращих альбомів усіх часів за версією журналу Rolling Stone на 266-й позиції.

## Список композицій
Автор слів Пітом Таунсендом. 
| Перша сторона | Перша сторона                | Перша сторона |
| #             | Назва                        | Тривалість    |
| ------------- | ---------------------------- | ------------- |
| 1.            | «I Am the Sea»               | 2:08          |
| 2.            | «The Real Me»                | 3:20          |
| 3.            | «Quadrophenia»               | 6:12          |
| 4.            | «Cut My Hair»                | 3:44          |
| 5.            | «The Punk and the Godfather» | 5:10          |

| Друга сторона | Друга сторона       | Друга сторона |
| #             | Назва               | Тривалість    |
| ------------- | ------------------- | ------------- |
| 1.            | «I'm One»           | 2:36          |
| 2.            | «The Dirty Jobs»    | 4:28          |
| 3.            | «Helpless Dancer»   | 2:32          |
| 4.            | «Is It in My Head?» | 3:42          |
| 5.            | «I've Had Enough»   | 5:14          |

| Третя сторона | Третя сторона  | Третя сторона |
| #             | Назва          | Тривалість    |
| ------------- | -------------- | ------------- |
| 1.            | «5:15» (5.15)  | 4:58          |
| 2.            | «Sea and Sand» | 5:00          |
| 3.            | «Drowned»      | 5:26          |
| 4.            | «Bell Boy»     | 4:54          |

| Четверта сторона | Четверта сторона      | Четверта сторона |
| #                | Назва                 | Тривалість       |
| ---------------- | --------------------- | ---------------- |
| 1.               | «Doctor Jimmy»        | 8:36             |
| 2.               | «The Rock»            | 6:36             |
| 3.               | «Love, Reign o'er Me» | 5:48             |

## Учасники
The Who
- Роджер Долтрі - провідний вокал;
- Джон Ентвістл - бас гітара, ріжки, вокал на "Is It In My Head"?, Бек-вокал;
- Кіт Мун - ударні, вокал на "Bell Boy";
- Піт Таунсенд - гітара, синтезатори, фортепіано, банджо, звукові ефекти, вокал, спеціальні ефекти.

Запрошені музиканти
- Джон Керл - голос диктора;
- Кріс Стейнтон - фортепіано в «Dirty Jobs», «Helpless Dancer», «5.15», and «Drowned».

## Позиції в хіт-парадах
Альбом
| Рік  | хіт-парад            | Позиція |
| ---- | -------------------- | ------- |
| 1973 | Billboard Pop Albums | 2       |
| 1973 | UK Chart Album       | 2       |

сингли
| Рік  | Сингл                 | хіт-парад             | Позиція |
| ---- | --------------------- | --------------------- | ------- |
| 1973 | «Love, Reign O’er Me» | Billboard Pop Singles | 76      |
| 1974 | «The Real Me»         | Billboard Pop Singles | 92      |
| 1973 | «5.15»                | UK Singles Chart      | 20      |
| 1979 | «5.15»                | Billboard Pop Singles | 45      |